# باربرا س. والاس
باربرا س. والاس (بالإنجليزية: Barbara C. Wallace) هي عالمة نفس أمريكية، ولدت في 4 مارس 1958.